# 42 î.Hr.
Anul 42 î.Hr. (XLII î.Hr.) a fost un an obișnuit al calendarului iulian.

## Evenimente
- 3 octombrie: Bătălia de la Philippi. Încheiată cu victoria triumviratului (23 octombrie, a doua etapă a bătăliei).

## Nașteri
- 16 noiembrie: Tiberius (Tiberius Claudius Nero), al 2-lea împărat roman (d. 37)

## Decese
- 3 octombrie: Cassius (Gaius Cassius Longinus), asasinul lui Iulius Cezar (n. 87 î.Hr.)
- 23 octombrie: Brutus (Marcus Junius Brutus), asasinul lui Iulius Cezar (n. 85 î.Hr.)